# Gemma Frisius
Gemma Rainerszoon Frisius, född 8 december 1508 i Dokkum, Friesland (därav tillnamnet Frisius), död 25 maj 1555 i Leuven, var en läkare, matematiker, astronom och geodet. 

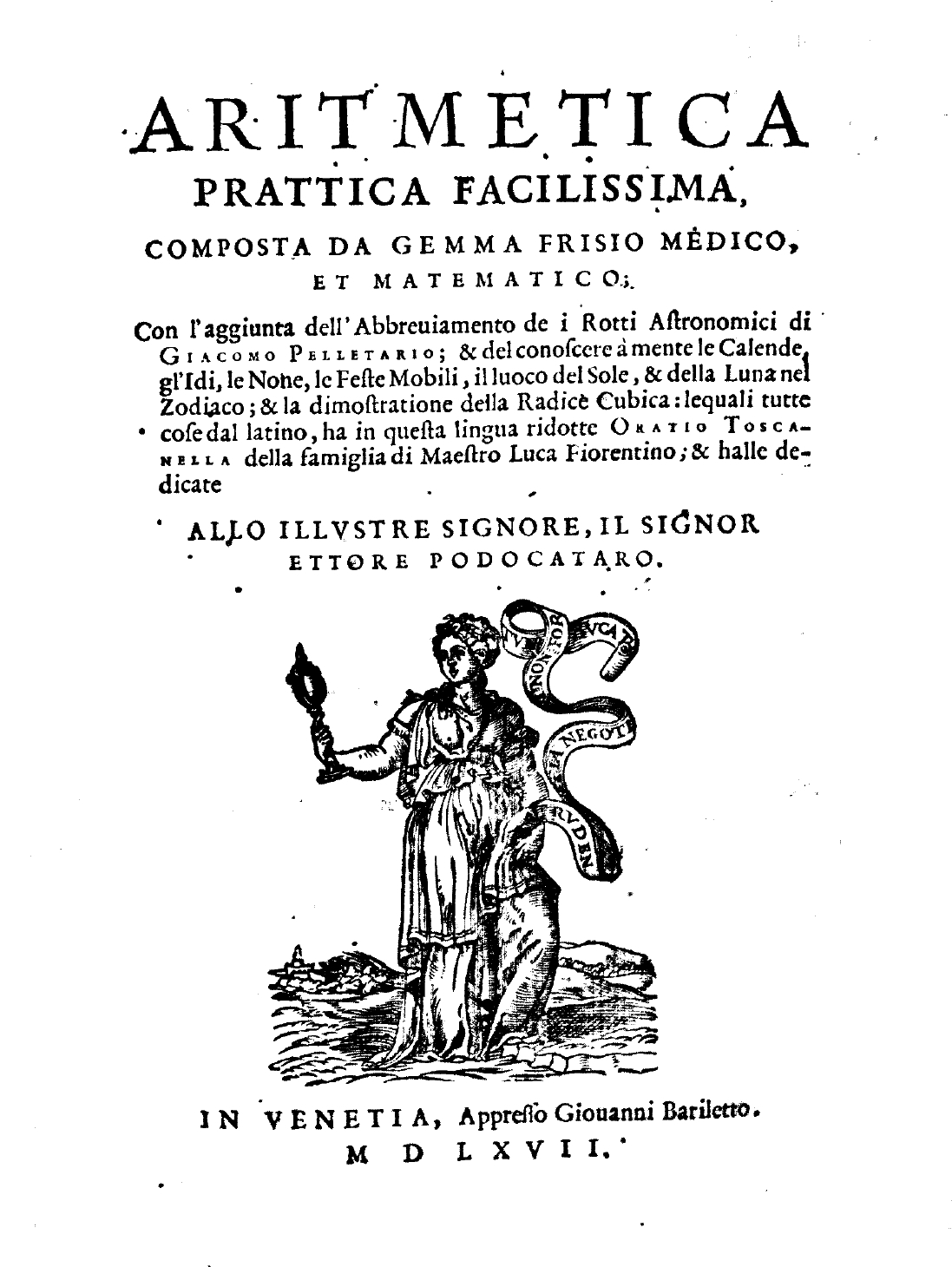
Aritmetica prattica facilissima, 1567

Gemma Frisius var från 1541 professor i medicin vid universitetet i Leuven, men är mest bekant för sina vid sidan av hans läkarverksamhet bedrivna astronomiska och kartografiska arbeten. Han utvecklade bland annat en metod för longitudbestämningar genom användning av noggranna transportabla ur (1530) och den mycket använda trianguleringen (1533). Hans viktigaste skrift är De principiis astronomiæ, cosmonomiæ et cosmographiæ, deque usu globi cosmographici (1547).
Asteroiden 11433 Gemmafrisius är uppkallad efter honom.